# 톰 벌린슨

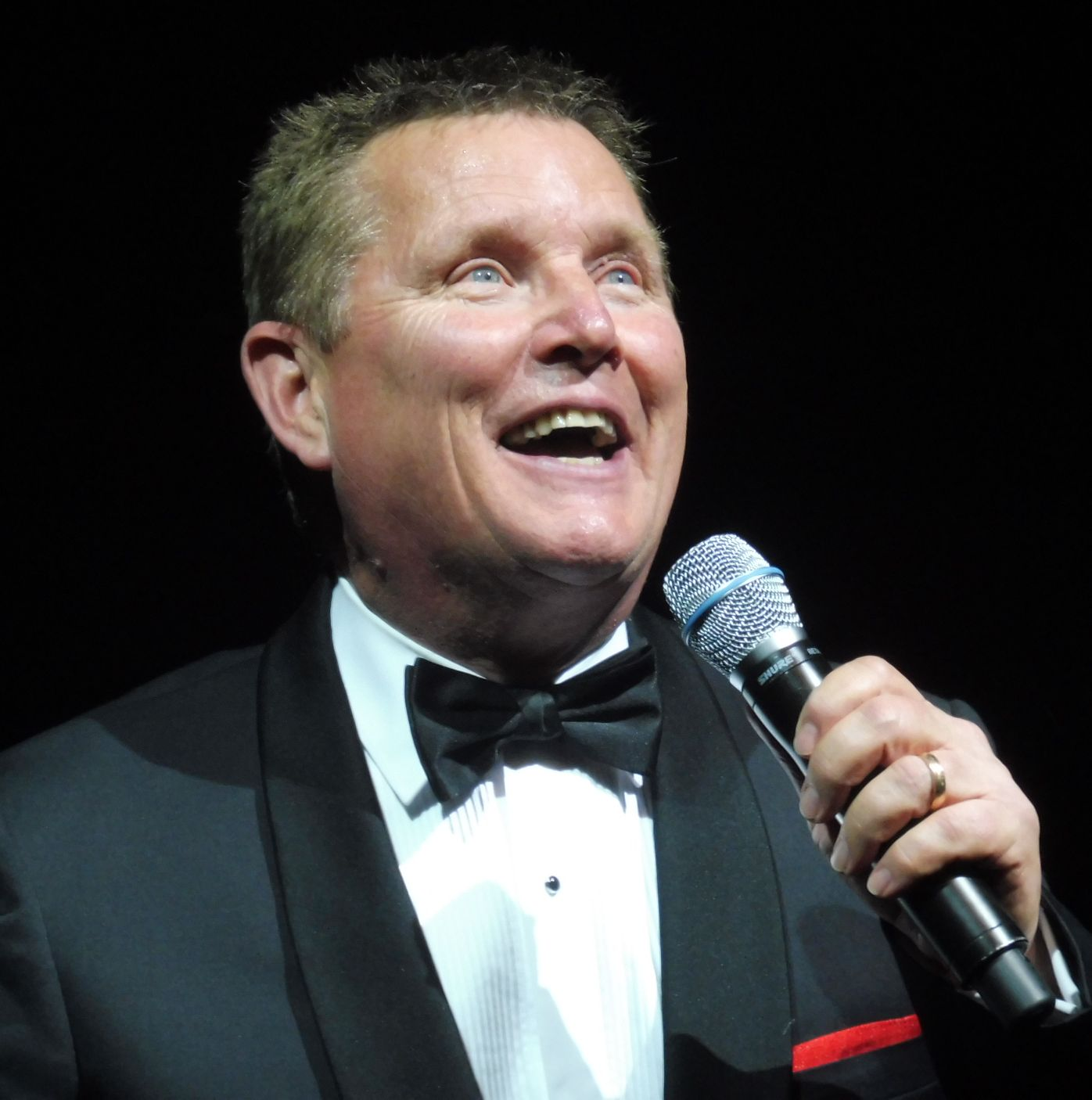

톰 벌린슨(Tom Burlinson, 1956년 2월 14일 ~ )은 오스트레일리아의 배우, 가수, 영화배우, 연극 배우, 텔레비전 배우이다.
토론토에서 태어났다.

## 영화
- 랜드슬라이드 (1992년)
- 스노위 맨 2 (1988년)
- 서기 2588년 (1987년)
- 파도치는 청춘 (1986년)
- 아그네스의 피 (1985년) - 스티븐 역
- 명마 파렙 (1983년)
- 스노위 맨 (1982년)